# Атбасарский внешний округ
Атбасарский внешний округ — административно-территориальная единица Области Сибирских Киргизов, образованная 12 апреля 1859 года на основе «Устава о сибирских киргизах» (1822).
В состав округа вошли четыре волости Кокчетавского округа, Алеке-бидалинская волость Акмолинского округа (из которой при этом была выделена Тюртъ-аул-казгановская волость) и новообразованная Таракты-ногаевская волость.
Старшим султаном был избран Ерден би Сандыбайулы, его заместителем — Апи би Кысырауулы, кадием (судьей) — Аккошкар Кишкентайулы.
По данным на 1863 год в округе было 7 волостей, 35 аулов и 25 979 жителей обоего пола.
В 1868 году территория округа была включена в состав Акмолинской области.

## Волости
- Алеке-бидалинская
- Тюртъ-аул-казгановская
- Таракты-ногаевская
- Эбеске-джурчинская
- Бадана-сеитская
- Карабала-саргалдаковская
- Кокань-джирык-байназаровская

## Старшие султаны
1. Ерден Сандыбаев 1862-1862
2. Көшек Жадаев 1862-[4]